# Suu-Baschy
Suu-Baschy (kirgisisch Суу-Башы айыл аймагы) ist eine Landgemeinde (ajyl aimagy) im Rajon Batken des Oblus Batken in Kirgisistan. Sie besteht aus 5 Dörfern.
Das Verwaltungszentrum ist das Dorf Bos-Adyr. Im Jahr 2009 hatte die Landgemeinde 4949 Einwohner. Bis 2024 wuchs die Bevölkerung auf 7645 Einwohner.
| Dorf        | Kirgisischer Name | Einwohnerzahl (2024) |
| ----------- | ----------------- | -------------------- |
| Aigül-Tasch | Айгүл-Таш         | 367                  |
| Apkan       | Апкан             | 1.353                |
| Bödschöi    | Бөжөй             | 979                  |
| Bos-Adyr    | Боз-Адыр          | 3.552                |
| Kara-Tokoi  | Кара-Токой        | 1.394                |